# Carl-Henrik Gustafsson
Carl-Henrik Gustafsson (ur. 1 grudnia 1914, zm. 25 maja 1985) – szwedzki lekkoatleta, sprinter.
Podczas mistrzostw Europy w 1938 roku odpadł w eliminacjach na 400 metrów oraz biegł na drugiej zmianie szwedzkiej sztafety 4 × 400 metrów, która zdobyła brązowy medal.